# Bulbophyllum sandersonii
Espèce
Synonymes
- Bulbophyllum bibundiense Schltr.[1]
- Bulbophyllum melleri Rchb.f.[1]
- Bulbophyllum pusillum (Rolfe) De Wild.[1]
- Bulbophyllum sandersonii subsp. sandersonii[1]
- Bulbophyllum tentaculigerum Rchb.f.[1]
- Megaclinium melleri Hook.f. ex Rchb.f.[1]
- Megaclinium pusillum Rolfe[1]
- Megaclinium sandersonii Hook.f.[1]
- Megaclinium tentaculigerum (Rchb.f.) T.Durand & Schinz[1]

 Bulbophyllum sandersonii est une espèce de plantes à fleurs de la famille des Orchidaceae (les Orchidées) et et du genre Bulbophyllum, présente dans de nombreux pays d'Afrique tropicale.

## Liste des sous-espèces
Selon Catalogue of Life (22 décembre 2018) :
- sous-espèce Bulbophyllum sandersonii subsp. sandersonii
- sous-espèce Bulbophyllum sandersonii subsp. stenopetalum

Selon The Plant List (22 décembre 2018) :
- sous-espèce Bulbophyllum sandersonii subsp. stenopetalum (Kraenzl.) J.J.Verm.

Selon Tropicos (22 décembre 2018) (Attention liste brute contenant possiblement des synonymes) :
- sous-espèce Bulbophyllum sandersonii subsp. sandersonii
- sous-espèce Bulbophyllum sandersonii subsp. stenopetalum (Kraenzl.) J.J. Verm.